# Fansub
Ne doit pas être confondu avec Fandub.

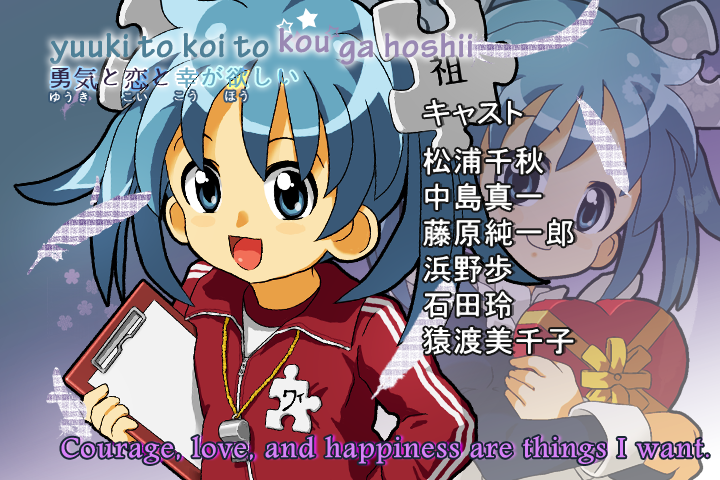
Reproduction d'un générique avec fansub

Un fansub ou fan-sub (contraction de l'anglais « fan » et « subtitle » pour « sous-titre ») est une copie illégale d'un film, d'une série ou d'une émission télévisée, sous-titrée par des fans dans une langue donnée.
Les personnes travaillant à la réalisation de fansubs sont appelées fansubbers, subbers, ou tout simplement sous-titreurs ; elles peuvent se regrouper en équipes appelées team.

## But des fansubs
Le but des équipes de fansubs est de faire connaître à leur public les œuvres vidéo non disponibles dans leur pays. À l'origine, il s'agissait du cinéma d'animation (dessin animé) mais le phénomène s'est élargi aux séries, aux feuilletons télévisés et aux films de tous genres.

## Méthodes de distribution
Originellement, les fansubs étaient enregistrés soit depuis les diffusions télévisées, soit depuis des laserdiscs. Utilisant un appareil nommé genlock, la source était alors associée à un script synchronisé par ordinateur puis copié sur une cassette Super VHS « maître ». Les copies VHS de la version maître étaient alors ensuite distribuées via un distributeur de fansub. Les cassettes VHS étant par la suite copiées encore et encore, dégradant au fur et à mesure la qualité de la vidéo.
Ces dernières années, avec la démocratisation de l'informatique, de l'arrivée des accès Internet à haut débit et des lecteurs de DVD et DivX, la pratique a largement été abandonnée au profit des fansubs numériques, parfois appelés digisubs. Les premières formes numériques utilisées par les fansubbers datent d'avant l'invention du codec DivX. Il était alors possible de trouver en ligne des fansubs sortis sous le format VCD et, quelque temps plus tard, sous le format SVCD. Il est clair cependant que, depuis la propagation des codecs DivX et Xvid, il s'agit bien des formats de prédilection pour la distribution de fansubs. Ceux-ci commencent néanmoins à être supplantés par le h264. Un épisode fansubbé se caractérise par une vidéo brute (RAW) et un fichier de sous-titres (.ass), le tout étant souvent délivré compilé en une seule vidéo.
Généralement, les groupes de fansub travaillent via IRC et coordonnent l'acquisition du raw, la traduction, l'édition, la composition, l'encodage, le contrôle qualité et, finalement, la distribution du produit. Ils sont habituellement distribués au travers d'IRC et des réseaux de poste à poste (Bittorrent, FastTrack, eMule, etc.). Quelques irréductibles fansubbers insistent sur le fait que la grande qualité des fansubs numériques est non conformiste, et donc continuent à créer et distribuer des cassettes.
Ces réseaux peer to peer étant peu voire pas sécurisés, de nombreuses équipes se dirigent vers du téléchargement direct via des sites et plateformes web ou directement depuis des serveurs propres entretenus par les dons des fans.

## Animations japonaises et fansub
Le fansub a donc surtout été employé historiquement dans le milieu des animations japonaises (série animée, film d'animation et OAV).
Il existe de très nombreux groupes de fansub produisant des vidéos de qualité très variable, le fansub français ne s'étant développé que récemment, la quasi-totalité des équipes françaises ne traduisent pas directement depuis le japonais, mais à partir de l'anglais. Seuls quelques rares traducteurs japonais→français travaillent dans quelques rares équipes. Cela est bien sûr dû au fait que très peu de bénévoles capables de traduire le japonais en français sont disponibles.
Parfois, le processus complet de réalisation d'un fansub pour les plus célèbres animations et par les équipes les plus actives est réalisé en moins de seize heures (entre sa diffusion et sa disponibilité sur Internet), on parle alors de « speedsub » ou « fastsub » (ces productions sont souvent de très faible qualité vidéo ou de sous-titre).
Aujourd'hui, le fansub s'est démocratisé et les séries de très nombreux pays, États-Unis en tête, sont sous-titrés par des équipes dédiées aux séries télévisées.

## Légalité et éthique
Le fansub d'œuvres protégées par les droits d'auteur est illégal. Selon la loi française, le fait de traduire une œuvre sans autorisation des auteurs ou ayants droit constitue une violation de l’article L 122-4 du Code de la propriété intellectuelle, et diffuser cette œuvre sur internet (accompagnée ou non de la traduction) et ce, toujours sans autorisation, est assimilé à de la contrefaçon. Également, la pratique du fansub reste illégale même lorsqu'il s'agit d'une œuvre qui n'est pas officiellement exploitée dans un pays donné.
Certaines conditions ont favorisé l'essor du fansub illégal dans le passé : une certaine passivité des ayants droit japonais à défendre leur droit sur les marchés extérieurs au Japon, notamment avant les années 2004, une attitude plus passive des distributeurs américains que celle de leurs homologues de la MPAA et RIAA, où ces premiers se contentent d'envoyer des lettres annonçant ou rappelant l'acquisition d'une licence pour un titre donné. La plupart des équipes de fansub ont pour éthique et règle internes de faire cesser la circulation de leur travail dès qu'un éditeur a acquis la licence de l'œuvre en question dans le pays dans lequel ils officient (par exemple, une équipe de fansub américaine cessera la distribution de sa production dès qu'un éditeur officiel américain aura acheté les droits d'édition et/ou de diffusion de l'œuvre en question), de manière à ne pas nuire au marché légal.
Dans les faits, la plupart des groupes s'affichent publiquement sans pour autant être inquiétés ni même contactés par les sociétés de distribution.
Toutefois, ces dernières années, le nombre de détenteurs de droits japonais mécontents des fansubbers s’est multiplié, car la circulation de versions gratuites de ces séries représente un manque à gagner pour les sociétés de distribution de plus en plus grand, et possédant leurs propres moyens de promotion.
Les fansubs affectent aussi les ventes dans la région Asie-Pacifique à cause de trafiquants vendant des fansubs dans des emballages apparemment légitimes. À cause de cela, plusieurs compagnies japonaises ont menacé de ne plus passer par des distributeurs locaux et de prendre des actions légales directes contre les fansubbers dans certains pays. Les fansubbers et leurs supporteurs arguent que les fansubs sont la plupart du temps le seul moyen pour le public occidental de voir ces dessins animés. Dans de très rares cas, même si des versions occidentales voient le jour, elles sont altérées afin de satisfaire les censures strictes (selon les pays). Les partisans des fansubs avancent donc que, au contraire de ces rares versions légales à être censurées, les fansubs respectent les versions originales japonaises.
En décembre 2004, un cabinet juridique de Tokyo représentant Media Factory Inc., une compagnie japonaise d’animation, envoya des lettres et courriels au portail AnimeSuki et aux équipes de Lunar Anime et de Wannabe Fansubs demandant qu’ils arrêtent la création de fansubs et leur hébergement des productions présentes et futures de MFI. AnimeSuki et Lunar Anime honorèrent la requête, et d’autres équipes suivirent aussitôt. Toutefois, d'autres équipes continuent de produire ces fansubs.
C'est la seule action légale d'une entreprise japonaise contre la communauté de fansubbers à ce jour.
Depuis quelques années, le mouvement a pris de l'ampleur avec des séries et feuilletons américains non encore diffusés en Europe ou sur des saisons en cours de diffusion dans le pays d'origine alors que la diffusion locale tarde à venir.
C'est précisément la lenteur de l'arrivée d'une version officielle qui motive certaines Teams à continuer même après l'acquisition d'une licence. Ainsi la Team Dattebayo qui s'est essentiellement fait connaître en sous-titrant la série Naruto a continué de le faire même après l'acquisition des droits pour le territoire américain par Viz. Au bout de sept ans, Viz a proposé un système qui permettait de voir pendant une semaine et gratuitement un épisode à peine trois jours après sa diffusion au Japon. Par la suite, la Team Dattebayo a spontanément arrêté de sous-titrer Naruto pour ne pas faire obstacle à ce nouveau service émergeant.
Dybex a voulu aussi tenter l'expérience en 2009 en proposant gratuitement en streaming les épisodes de Fullmetal Alchemist: Brotherhood sous-titré en français quelques jours après leur diffusion au Japon.

## Lexique spécifique fansub
RawTerme anglais signifiant « brut ». Utilisé par les fansubbers pour désigner une vidéo sans sous-titre. On notera l'utilisation du masculin ou du féminin pour ce terme, suivant les personnes et suivant en pratique que l'on qualifie un fichier ou une vidéo.
SubAbréviation anglaise de subtitle (sous-titre). Désigne le fichier contenant uniquement les sous-titres correspondant à la Raw utilisé. En format SubRip avec l'extension « .srt », ou SubStation Alpha, extension  « .ass », le plus souvent.
DubDoublage. Désigne le processus consistant à remplacer la piste audio originale par une nouvelle version dans une autre langue.
HardsubDésigne des sous-titres ayant été incrustés dans l'image de la vidéo.
SoftsubDésigne des sous-titres séparés de la vidéo. Ils sont donc généralement restitués au moment de la lecture de la vidéo et peuvent être désactivés.
TranscriptTranscription des dialogues originaux en fichier texte permettant la traduction.

Les définitions des termes suivants sont empruntés à l'anglais et sont donc évidentes :
Fansub
Action de sous-titrer une vidéo à titre personnel et non professionnel.
Fandub
Action de doubler une vidéo (toujours à titre personnel et non professionnel).
Fansubber/Fandubber
Personne pratiquant le fansub ou le fandub.
Team
Groupe de fansubber qui s'organise le travail, en fonction des capacités de chacun.
Release
Produit final d'une team, en hardsub (généralement) ou en softsub.
Time
Procédure consistant à aligner les sous-titres sur les bandes audio et vidéo, nécessite une certaine maîtrise pour un travail propre. C'est le timeur qui s'en charge.
Check
Étape consistant à éliminer un maximum de fautes d'orthographe dans les sous-titres. Le spécialiste de cette étape est appelé checkeur.
Karamakeur
Membre de l'équipe responsable du karaoké, les animés japonais comportent très souvent un générique d'introduction musical (appelé "opening"), ainsi qu'un générique de fin, musical également, (appelé "ending"). En plus de la réalisation d'un karaoké bien synchronisé avec le son, le karamakeur doit se charger de l'ajout d'animations et d'effets qui suivent le rythme de la musique et/ou le contenu de la vidéo.
Edit
Action spécifique consistant à remplacer au sein de l'image les textes dans une langue par une autre (par exemple les SMS sur un téléphone ou une enseigne de magasin). il existe 2 techniques, la 1re consiste à ajouter un sous-titre spécifique. La seconde, plus complexe, nécessite de cacher le texte afin de rajouter par-dessus un texte dans la langue désirée.
Adapt
Travail - parfois de groupe - permettant d'ajuster le travail de traduction afin de correspondre, par exemple, à la philosophie du personnage ou à la situation. Cette étape est souvent obligatoire lorsque les sous-titres proviennent d'une première traduction, anglaise par exemple, à cause du passage entre plusieurs langues.
QC (Quality Check)
Étape consistant à rechercher les petites fautes, erreurs ou oublis des étapes précédentes afin d'obtenir la meilleure qualité possible. Contrairement au Check, le QC ne se limite pas qu'aux fautes d'orthographes et un "Q-Checkeur" peut avoir à modifier le karaoké, le time, etc.

## Processus techniques associés à la création d'un fansub
Le processus de fansubbing se décompose en plusieurs étapes dont certaines recoupent celles du sous-titrage traditionnel :
- La recherche de sources (raw hunting) consiste à récupérer la vidéo dans sa version originale. Il s'agit généralement de DVD ou de fichiers informatiques issus de la capture d'une émission télévisée, et maintenant beaucoup plus rarement, de cassettes vidéo ou de Laserdisc. Certains groupes se sont spécialisés dans la recherche, le tri, le traitement et la diffusion de fichiers vidéo prêts à l'emploi à destination des équipes de fansub, leur simplifiant la phase ultérieure de transcodage[réf. souhaitée].

- La transcription du film, phrase par phrase, dans sa langue originale. Elle sert ensuite de support pour la traduction. Certaines équipes n'en font pas, préférant traduire directement à l'oreille. Il se peut que la transcription ait déjà été effectuée en amont, par exemple dans le cadre d'une émission télévisée avec sous-titres télétexte.

- La traduction, idéalement réalisée de la langue originale de l'œuvre vers la langue cible. Il arrive toutefois que les sources utilisées soient déjà des traductions, ce qui peut dégrader la fidélité du résultat.

- L'adaptation de la traduction. Il s'agit de la correction des tournures inadaptées ou incorrectes dans la langue utilisée pour traduire l'œuvre. En d'autres termes, il s'agit de traduire généralement en bon français une version originale, tout en essayant de respecter le sens et le contexte originaux. Cela s'applique tout particulièrement pour les dictons ou les jeux de mots. Dans le domaine du fansub, il est courant que les personnes responsables de la traduction et de l'adaptation soient différentes.

- La relecture (Check), souvent assimilée à l'adaptation, consiste à éliminer les fautes d'orthographe, de grammaire et de typographie. L'étape de relecture sert également à s'assurer que la traduction correspond au texte original, que les conventions choisies sont bien respectées et que le texte final est cohérent (par exemple, l'homogénéité des tutoiements ou vouvoiements entre deux personnages).

- La synchronisation (timing) des sous-titres consiste à synchroniser le texte avec la bande son et les éléments visuels de la vidéo, à l'aide de logiciels spécialisés (tel Aegisub). Il est d'usage de commencer par faire un repérage (ou pré-synchronisation) approximatif, généralement avec la transcription, puis, une fois la traduction faite, de confier ce repérage à un des membres pour réajuster chaque réplique de façon plus précise.

- Le karaoke (karamaking). Beaucoup d'équipes de fansub, en particulier dans l'animation japonaise, ont l'habitude d'ajouter des sous-titres stylisés ou animés sur les chants, que ce soit dans les génériques ou dans le corps de l'œuvre. Cette tâche est longue et généralement jugée fastidieuse même si depuis quelques années des scripts diffusés sur internet contenant divers effets permettent de réduire grandement le temps de création d'un karaoké.

- L'incrustation (ou édition, edit) regroupe tout ce qui concerne l’habillage graphique d'un fansub. Lorsqu'un terme apparaît sur un élément du décor, sur une pancarte, un panneau, ou encore le titre de l'épisode dans le générique, des équipes choisissent d'insérer la traduction directement sur l'image plutôt que dans les sous-titres. Cette insertion doit alors souvent se fondre dans son environnement, remplaçant ou s'ajoutant au texte original. Le travail infographique lié à l'incrustation est rendu complexe par la mobilité de l'image.

- Le transcodage (ou encodage) rassemble les éléments élaborés par l'équipe au sein d'un produit fini directement utilisable par le public. Il s'agit essentiellement de partir de la vidéo originale, de lui ajouter les sous-titres et effets visuels afin de produire une nouvelle vidéo à un format adapté au mode de diffusion prévu. Les sous-titres peuvent être incrustés directement dans l'image (en dur, ou hardsub) ou, à condition que cela soit possible, codés séparément (softsub). L'opération de transcodage peut inclure également l'application de filtres numériques afin de rehausser la qualité de l'image. Cette étape correspond à celle de gravure ou incrustation dans le sous-titrage professionnel.

- Le contrôle de qualité (ou simulation, Quality - Check) sert à détecter et corriger les erreurs ou imperfections à partir d'une vidéo transcodée. À la manière du génie logiciel, le contrôle de qualité procède itérativement. Une version Release Candidate (RC) à usage interne est transcodée puis visionnée par les personnes affectées au contrôle. Si des défauts sont détectés, ils sont corrigés par les personnes compétentes et une autre RC est émise. Le cycle est reconduit jusqu'à ce que l'équipe juge le résultat acceptable. La dernière RC devient alors la version finale prête à être diffusée.

- La sortie (release) et la diffusion des fansubs n'ont pas de spécificité propre. Tous les moyens de communication et de diffusion peuvent être utilisés ou observés : la sortie peut être annoncée sur des sites Web, forums, blogs, canaux IRC, etc. De son côté la diffusion peut se faire sur les réseaux pair-à-pair tel que BitTorrent ou eDonkey, sur des serveurs plus classiques utilisant les protocoles FTP ou HTTP, en streaming…

Chaque étape peut être effectuée par une ou plusieurs personnes, et une personne donnée peut participer à plusieurs étapes.
Il n'y a pas de norme en la matière, d'autant plus que les dénominations des rôles varient d'une équipe à l'autre.
On notera aussi :
- Que certains termes employés pour définir un poste varient selon les équipes ou les personnes.
- L'ordre des étapes peut varier, tout dépend alors des préférences des personnes qui les réalisent.
- Chaque étape peut représenter plusieurs heures de travail, totalement variables selon une multitude de paramètres significatifs : nombre de personnes dans l'équipe ; niveau de langue ; rapidité et expérience ; durée de l'épisode ; niveau et registre de langue de l'épisode, etc.
- Certains groupes ne font pas, ou peu de contrôle de qualité. Ils gagnent alors du temps, mais généralement au détriment de la qualité, d'où l'emploi des termes speedsubs et fastsubs de manière péjorative. Par opposition, les équipes qui prennent le temps de fignoler leur production sont dites de qualitysub.
- Une des raisons initiales du hardsub est que, à la base, il est plus difficile d'altérer des hardsubs que des softsubs. Cela permet d'une part de ne pas trop faciliter la vie aux compagnies pratiquant le piratage de DVD d'anime (Hong Kong) qui pourraient être tentées de vendre des copies pirates basées sur des fansubs[réf. souhaitée]. D'autre part, cela permet d'utiliser des effets graphiques qui seraient irréalisables avec du softsub. Cela permet aussi d'avoir 1 fichier seul plutôt que 2 disponible à la lecture instantanément.

Le speedsub peut être couplé au qualitysub, dans le cadre où certains subbers veulent fournir des sous-titres de qualité dans les meilleurs délais possibles. Certains sites distribuant des fansubs mettent d'ailleurs en place des normes et des critères de qualité très sévères, dans le souci de s'approcher au maximum du sous-titre professionnel.
- Tenter de juger de la qualité des fansubs est hautement subjectif :
  - Il est possible que certains styles d'écriture, registres de langage ou encore choix de termes plaisent à certains et déplaisent à d'autres (cas typique de comparaison entre fansubs).
  - Avancer qu'un fansub est meilleur qu'une release commerciale n'est tout simplement pas une comparaison appropriée :
    - Les releases commerciales ont des contraintes techniques (nombre de caractères par ligne, nombre de lignes par réplique, temps minimum et maximum d'apparition des sous-titres, temps minimum de blanc entre deux sous-titres…) que n'ont pas les fansubs. Cependant, certains sites de distributions de fansubs se soumettent aux mêmes normes pour fournir le confort de la qualité professionnelle.
    - Ils sont par ailleurs souvent contraints par les ayants droit à certaines facéties : l'imposition d'utiliser telle ou telle image pour les jaquettes, telle ou telle orthographe pour des noms de personnages ou de lieux, etc.
    - Il arrive aussi que la qualité vidéo des masters originaux ne soit pas à la hauteur.
    - Également, les traductions des fansubs sont aussi parfois (voire souvent) excentriques et/ou inadaptées, étant donné que le traducteur ne maîtrise pas forcément parfaitement la langue (phénomène accentué par le fait que la plupart des équipes francophones se basent sur des fansubs en anglais). Le même argument peut être utilisé vis-à-vis de tous les rôles présents dans la réalisation d'un fansub (mauvais minutage, mauvais encodage…). Cependant, les traductions des fansubs essaient d'être détaillées et il arrive souvent que des notes soient ajoutées afin d'aider le spectateur à mieux comprendre certaines expressions, comportement ou trait de culture propre au Japon. De plus, il arrive parfois que certains groupes de fansubs cherchant une précision importante traduisent des petits détails pas toujours traduits dans les versions ensuite commercialisées.
    - On peut aussi se demander si l'utilisation de nombreuses couleurs différentes et pas forcément bien choisies apporte réellement quelque chose (cas des animes nippons).[réf. souhaitée] De même, on peut pondérer l'utilité du karaoke.
    - Certes, les releases commerciales peuvent présenter moins d'attraits, par leur sobriété et leur manque de style, mais elles ont l'avantage d'être parfaitement légales et d'offrir une qualité minimale (si l'on excepte certains doublages français) à laquelle ne peuvent pas prétendre tous les fansubs.

## Terminologie
En France, cette activité a été définie comme « sous-titrage sauvage » par la Commission générale de terminologie et de néologie, lors d'une publication au Journal officiel de la République française le 22 juillet 2010.